# Fàbrica d'indianes de Pau i Jacint Ramon
La fàbrica d'indianes de Pau i Jacint Ramon era un conjunt d'edificis situats als carrers de Sant Pau i de les Tàpies del barri del Raval de Barcelona, avui desapareguts.

## Història i descripció
El 1781, el mestre flassader Pau Ramon i el seu fill Jacint, que havia estat enviat pel seu pare a la fàbrica de Joaquim Espalter i Rosàs per aprendre l'ofici, van constituir la raó social Pau Ramon i fill, dedicada a la fabricació d'indianes. Aquella primera instal·lació, que el 1783 ja disposava de 12 telers corrents, va ser ampliada el 1784 amb la compra d'un hort entre els carrers de Sant Pau i de les Tàpies, establert en emfiteusi l'any anterior al fuster Manuel Riera per Ignasi de Dou i de Bassols. En aquest terreny, Pau Ramon va fer construir un edifici de planta baixa i dos pisos amb façana al carrer de Sant Pau, ampliat amb una planta més el 1796.
A finals del 1791, el fill segon de Pau, Antoni, es va incorporar a la societat, que comptava amb un capital de 154.971 lliures 3 sous i 8 diners, dels quals 66.295 lliures 2 diners corresponien a Pau, 49.048 lliures 2 sous 7 diners a Jacint, i 39.628 lliures 11 sous a Antoni.
La fàbrica, que disposava del cicle complet de filatura, tissatge i pintat, estava equipada amb màquines contínues de filar, amb un motor cilíndric o «bogit» mogut per cavalls, sistema utilitzat des d'antic per a pouar aigua. El 1805, Jacint Ramon s'adreçà a Francesc Santponç i Roca (1756-1821), un metge afeccionat a la mecànica, per demanar-li que dirigís la construcció «de una bomba de fuego que deseaba tener en su casa para cardar, hilar, subir agua y executar otras operaciones en su fábrica, conforme habia ohido decir que lo executa la famosa Máquina de Manchester en Inglaterra.» Santponç acceptà el repte i durant dos anys (1804-1806) dirigí la construcció de tres noves màquines de vapor. Tanmateix, després de la Guerra del Francès (1808-1814), va deixar de funcionar per l'alt cos del carbó, que no compensava els beneficis.
El 1825, Jacint Ramon va demanar permís per a fer-hi unes reformes, i el 1827, va vendre una bona part de la finca a Maria Abril, vídua del moliner Jaume Gibert, procés que va culminar el 1864 amb la adquisició de la part restant als seus hereus per Jaume Ricart.